# Reino da Livônia
| \| ← \| 1570 — 1578 \| → \| |                                                                                      |   |
| Idiomas                     | Plattdeutsch dinamarquês estônio do norte ugaunio livônio semigálio curônio latgálio |   |
| Religião                    | Luteranismo                                                                          |   |
| Forma de governo            | Monarquia                                                                            |   |
| Rei da Livônia              |                                                                                      |   |
| - 1570–1578                 | Magno da Livônia                                                                     |   |
| História                    |                                                                                      |   |
| - Criação                   | 1570                                                                                 |   |
| - Extinção                  | 1578                                                                                 |   |
| Moeda                       | Schilling livônio                                                                    |   |
| ←                           | 1570 — 1578                                                                          | → |

O Reino da Livônia ou Reino da Livónia foi um reino de curta duração (1570 – 1578) cujo território se situava na Livônia, norte da Europa, hoje pertencente às atuais Letônia e Estônia. Estava situado ao norte da República das Duas Nações, a oeste da Moscóvia, a leste da Suécia e era banhado pelo Mar Báltico.

## Nomes
- Curônio: Liwonijas ķēniņwalsts
- Dinamarquês: Kongeriget Livland
- Alemão: Königreich Livland
- Plattdeutsch: Königriek Lyffland
- Polonês: Królestwo Inflanty
- Russo: Королевство Лифляндия
- Ruteno: Karalewstwa Inflanty
- Sueco: Konungariket Livland
- Ugauno: Liwi Kuningrikk

## História
A Reforma Protestante chegou na Escandinávia na década de 1530 e após a guerra civil da Contenda do Conde, a Dinamarca converteu-se ao Luteranismo em 1536. Mais tarde naquele ano, a Dinamarca celebrou a união com a Noruega e suas colônias. Seguiram-se dois séculos e meio de guerras com a Suécia. Em 1561 durante a Guerra da Livônia a Confederação da Livônia passou para o domínio do Grão-Ducado da Lituânia. Oito anos mais tarde, em 1569, quando o Grão-Ducado da Lituânia e o Reino da Polônia formaram a República das Duas Nações, a Livônia tornou-se um domínio em conjunto administrado diretamente pelo Rei e Grão-Duque. Em 1562, a Moscóvia entrou em guerra contra os reinos da Polônia e da Suécia. Os exércitos de Ivã IV tiveram inicialmente sucesso nas campanhas, conquistando Połock (1563) e Parnawa (1575) e invadindo a maior parte do Grão-Ducado da Lituânia até próximo a Vilnius. Finalmente, em 1569 o Grão-Ducado da Lituânia e o Reino da Polônia consolidaram sua aliança com a União de Lublin, formando a República das Duas Nações. Érico XIV da Suécia não aprovou essa união e deu início à Guerra Nórdica dos Sete Anos entre a Cidade Livre de Lübeck, a Dinamarca, a Polônia e a Suécia. Enquanto apenas perdiam-se terras e comércio, Frederico II da Dinamarca e Magno da Livônia de Œsel-Wiek não se davam bem. Mas em 1569, Érico XIV ficou louco e seu irmão João III da Suécia tomou o seu lugar. Depois de todas as partes estarem financeiramente esgotadas, Frederico II deixou seu aliado, o Rei Sigismundo II Augusto, saber que ele estava pronto para a paz. Em 15 de dezembro de 1570, o Tratado de Estetino foi concluído.

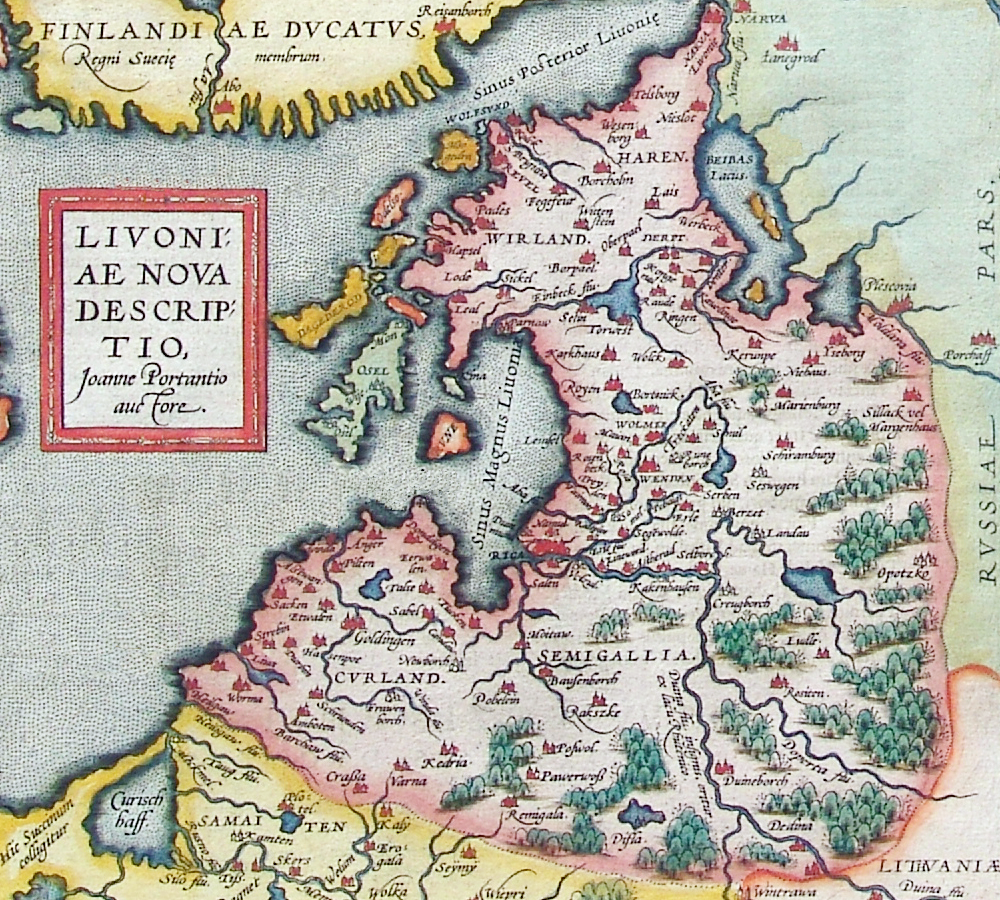
A Livônia, como aparece no mapa de 1573 de Joann Portantius

Na fase seguinte do conflito, em 1577, Ivã IV tirou proveito da disputa interna na República das Duas Nações (chamada de guerra contra Gdańsk na historiografia da Polônia), e durante o reinado de Stefan Batory na Polônia invadiu a Livônia, rapidamente ocupando quase que totalmente o seu território, com exceção de Riga e Rewel. Em 1578 Magno da Livônia reconheceu a soberania da República das Duas Nações (não ratificado pelo Sejm da Polônia-Lituânia, ou reconhecida pela Dinamarca). O Reino da Livônia foi rechaçado pela Moscóvia de todas as formas. Em 1578, Magno da Livônia retirou-se para a Polônia e seu irmão quase desiste do território da Livônia.

### Consequências
Tendo rejeitado a paz proposta por seus inimigos, Ivã IV encontrou-se em uma posição difícil em 1579, quando o Canato da Crimeia devastou os territórios da Moscóvia e incendiou Moscou. A seca e as epidemias tinham afetado fatalmente a economia. A Opríchnina tinha se separado completamente do governo, enquanto que a Lituânia havia unido-se com a Polônia (1569) e conseguido um líder enérgico, Stefan Batory, apoiado pelo Império Otomano (1576). Stefan Batory respondeu com uma série de três ofensivas contra a Moscóvia, tentando retirar a Livônia do território da Moscóvia. Durante sua primeira ofensiva em 1579 com 22.000 homens, ele retomou Polatsk, durante a segunda, em 1580, com 29 milhares de homens, ele conquistou Wielkie Łuki, e em 1581 com um exército de  100.000 homens ele deu início ao Cerco de Pskow mas não conseguiu tomar a fortaleza. Frederico II tinha dificuldades em continuar a luta contra a Moscóvia diferentemente da Suécia e da Polônia. Ele fez um acordo com João III em 1580 dando-lhe os títulos da Livônia. Aquela guerra duraria de 1577 a 1582. A Moscóvia reconheceu o controle da República das Duas Nações sobre o Ducatus Ultradunensis apenas em 1582. Depois que Magno da Livônia morreu em 1583, a Polônia invadiu seu território no Ducado da Curlândia e Frederico II decidiu vender seu direito de herança. Exceto pela ilha de Œsel, a Dinamarca ficou fora da região do Báltico em 1585. A partir de 1598 a Inflanty foi dividida em:
- Voivodia de Wenden (województwo wendeńskie, Wenden)
- Voivodia de Dorpat (województwo dorpackie, Dorpat)
- Voivodia de Parnawa (województwo parnawskie, Parnawa)